# 3686 Antoku
3686 Antoku (1987 EB) là một tiểu hành tinh vành đai chính được phát hiện ngày 3 tháng 3 năm 1987 bởi Niijima, T. và Urata, T. ở Ojima.